# Paita
Paita − miasto w północno-zachodnim Peru, nad Zatoką Paita (Ocean Spokojny). Według spisu ludności z 22 października 2017 roku miasto liczyło 86 395 mieszkańców. 